# NForce 900

是NVIDIA的一個晶片組系列，首款產品在2009年3月發表。所有晶片組都將整合GPU。晶片組名稱後面的英文字母，代表所支援的處理器平台。例如a代表支援AMD平台，i則是Intel平台。但最終僅有一款支援AMD平台的產品。同年10月，NVIDIA放棄nForce後續產品的開發計劃，nForce 900成為該公司最後一款nForce晶片組產品。

## 產品介紹

### AMD平台
- nForce 980a SLI - NVIDIA跳過了nForce 800系列，直接推出nForce 980a SLI[1]。這款產品是nForce 780a SLI的更名版[2]，官方說明其只是增加了對AM3處理器和DDR3記憶體的原生支援，其他規格與nForce 780a SLI完全相同。